# 伊蘇VI -納比斯汀的方舟-
《伊蘇VI -納比斯汀的方舟-》是由Falcom開發的动作角色扮演游戏。初版在2003年9月27日發行於Microsoft Windows平台。為將Falcom營業額從谷底拉上來的作品。2005年3月10日所推出的PlayStation 2版本增加了主線語音。2007年2月1日發行PlayStation Portable特別版，並加入些許要素。
改编自本作的大型多人在线角色扮演游戏《伊蘇6～納比斯汀的方舟～》于2021年在Android和iOS平台推出。繁体中文版于2021年10月20日推出，简体中文版于2024年8月6日在中国大陆推出。

## 情节

### 角色
- 亞特鲁·克里斯汀（Adol Christin） － 紅髮少年，伊蘇本篇系列的主角。本作漂流到了與世隔絕的迦南諸島，調查使外人無法靠近諸島的「迦南大渦」。在《伊蘇IX -怪人之夜-》中，有提到羅門帝國的艦隊曾在一瞬間全毀，正是本作的事件所致。
- 奧露哈（Olha，聲優：丹下櫻） － 有著長耳和尾巴的列達族巫女。為精靈神的後裔。居住在迦南諸島中的夸特拉島，有一個妹妹伊莎，與其他列達族人不同的是擁有著白淨的膚色。個性溫柔有愛心，在亞特魯漂流至夸特拉島後即細心照料。
- 伊莎（Isha，聲優：後藤沙緒里） － 奧露哈的妹妹，與姊姊同樣有著白淨的膚色。一開始十分害怕亞特魯，似乎擁有不可思議的預知能力。
- 蓋修（Geis，聲優：高橋廣樹） － 一頭黑髮的神秘傭兵。揮舞著巨大的斧槍。個性直接不留情面，但其實是個好人。為艾倫斯特的弟弟。試圖保護迦南諸島的納比斯汀的方舟不被哥哥所掌控。為《伊蘇·始源》中暗之一族的後裔。
- 多奇（Dogi，聲優：菊地慧） － 亞特魯最好的夥伴。這次與亞特魯搭上托雷斯·瑪麗斯號，在亞特魯落海後彼此分散。
- 蒂菈（Terra，聲優：山田容子） － 亞特魯三年前在《伊蘇V》森德里亞冒險時候結識的海盜少女。是伊布魯家族的小女兒，自從亞特魯離開森德里亞之後就跟隨父親拉克多去冒險。
- 拉瓦 － 亞特魯在《伊蘇I》中遇到的賢者。在幾年之前即漂流至迦南諸島，這段期間已經研究了迦南諸島的古代文明以及塞爾塞塔發生的毀滅。他的名字大部分時候拼寫作Raba，而在TurboGrafx CD版本中拼寫做Rasha。
- 拉多克（Ladoc，聲優：黒木勝志） － 蒂拉的父親，海盜船的船長。為了逃離羅門帝國的追捕，帶著亞特魯和多奇駛向迦南大漩渦。
- 奧多（Ord，聲優：高橋廣樹） － 列達部落的酋長。一開始不太信任艾雷西亞人，他因為亞特魯不斷展現出的良善而在之後接受了他們。給了亞特魯三把艾玫拉斯劍之中的其中一把利瓦特。
- 烏魯（Ur，聲優：相橋愛子） － 奧多的兒子。曾經患上埃雷西亞人帶到迦南上的地方病，後來被拉瓦治好，於是追隨拉瓦學習。
- 艾倫斯特（Ernst，聲優：松本健太） － 提督亞加雷司的副官，羅門艦隊的年青軍官。個性沉著冷靜，擁有卓越的指揮能力。指揮艦隊包圍亞特魯乘坐的海盜船「多雷斯·馬里斯」，並追趕他們至迦南大漩渦。實際上為了迦南諸島的納比斯汀的方舟而來。創造了幽幽、吉莎、塞拉三名人工妖精，暗地實行計畫。蓋修的哥哥。為《伊蘇·始源》中暗之一族的後裔。
- 納比斯汀的方舟（The Ark of Napishtim） － 由古代有翼人雅露瑪創造，位於迦南諸島上的氣候控制裝置。艾倫斯特試圖控制這裝置來實現自己的計畫。最終在失控的情況下為亞特魯毀壞。

### 故事
亞特魯和多奇搭上海盜船托雷斯·瑪麗斯號。駛向位於亞托拉斯洋遙遠西方的「迦南大渦」，卻在途中遭到羅門艦隊的襲擊，致使亞特魯落入海中。
漂流至迦南諸島海灘上的亞特魯，被擁有長耳和尾巴的列達族少女奧露哈所救。得知了迦南大渦造成使諸島與世隔絕的異態後，亞特魯又於此再次展開了冒險旅程。
此代故事時間點在《伊蘇V》的三年後，亞特魯此時23歲。亞特魯的百餘冊冒險日誌中將此代故事記載為「探尋翼之民」。

## 评价
日本杂志《Fami通》为PlayStation 2版本打出40分制的24分。